# Боффа, Джузеппе
Джузеппе Боффа (итал. Giuseppe Boffaо файле; 23 июля 1923, Милан — 13 сентября 1998, Рим) — итальянский историк и журналист, специалист по истории восточноевропейских стран, корреспондент газеты итальянских коммунистов «L'Unità».

## Биография
В январе 1944 Боффа был арестован в Милане и на поезде отправлен в Германию, однако бежал во время бомбардировки в Вероне. В 1944 году Боффа вступил в итальянскую компартию. В Интре примкнул к партизанам Сопротивления, под псевдонимом Rilke стал политическим комиссаром в бригаде имени Чезаре Баттисти. C 1946 г. — редактор «L'Unità», затем корреспондент этой газеты в Париже (1949—1953) и в Москве (1953—1958, 1963—1964) — первый после войны итальянский постоянный корреспондент в Москве. В качестве сотрудника L’Unità, в составе партийных делегаций был в Китае, Вьетнаме, Азии, Восточной Европе, США.
В 1976 и 1979 опубликовал своё самое важное произведение — «История Советского Союза» (итал. Storia dell'Unione Sovietica). В СССР оно было напечатано только для членов ЦК КПСС (открытая публикация была осуществлена только при М. С. Горбачёве), в документах КПСС был назван наряду с руководителями компартии Италии антисоветчиком.
В 1987—1992 гг. — сенатор Итальянской Республики; входил в группу коммунистов. Член 3-й постоянной Комиссии (по иностранным делам и эмиграции), Парламентской делегации в Североатлантической ассамблее; заместитель руководителя (1991—1992) итальянской делегации в Парламентской ассамблее ОБСЕ.

### Семья
Жена (с 1948) — Ирис Лаура Цоффоли (итал. Iris Laura Zoffoli), дети:
- Массимо
- Алессандро.

## Избранные труды
публикации на русском языке
- Боффа Д. После Хрущева. Наследие хрущевского десятилетия и новые перспективы советской политики = Dopo Krusciov. — М.: Прогресс, 1966. — 243 с. — Рассылается по спец. списку
- Боффа Д. От СССР к России : История неоконч. кризиса, 1964—1994 = Dall'URSS alla Russia / Пер. с итал. — М.: Международные отношения, 1996. — 318 с. — 10 000 экз. — ISBN 5-7133-0895-2.
- Боффа Д. История Советского Союза : В 2 т. = Storia dell'Unione Sovietica / Пер. с итал. — М.: Международные отношения, 1990. — 30 000 экз. — ISBN 5-7133-0362-4.
  - . — Т. 1: От революции до второй мировой войны. Ленин и Сталин, 1917—1941. — 628 с. — ISBN 5-7133-0363-2.
  - . — Т. 2: От Отечественной войны до положения второй мировой державы. Сталин и Хрущев, 1941—1964. — 631 с. — ISBN 5-7133-0364-0. (ссылка)

- . — 2-е изд. — М.: Международные отношения, 1994. — 25 000 экз. — ISBN 5-7133-0543-0.
  - . — Т. 1. — 628 с. — ISBN 5-7133-0544-9.
  - . — Т. 2. — 631 с. — ISBN 5-7133-0545-7.

- СССР. От разрухи к мировой державе. Советский прорыв. — Алгоритм, 2015. — 224 с.

## Награды и признание
- Премия Виареджо:
  - 1959 в номинации «журналистское расследование» — за труд «La grande svolta»
  - 1979 в номинации «эссеистика» — за труд «Storia dell’Unione Sovietica»[4]